# Анна фон Пфалц
Анна фон Пфалц (на немски: Anna von der Pfalz, Anna von Bayern, Anna von Berg; * 1346; † 30 ноември 1415, Дюселдорф) от династията Вителсбахи, е принцеса от Пфалц и чрез женитба херцогиня на Берг.

## Живот
Тя е най-възрастната дъщеря на Рупрехт II (1325 – 1398), курфюрст на Пфалц, и съпругата му Беатрикс от Сицилия-Арагон (1326 – 1365), дъщеря на крал Педро II от Сицилия от Дом Арагон. Тя е сестра на римско-немския крал Рупрехт (упр. 1400 – 1410). Те живеят в Хайделберг.
Анна се омъжва през 1360 г. за Вилхелм II (1348 – 1408) от фамилията Юлих-Хаймбах, граф на Берг и като Вилхелм I от 1360 до 1395 г. граф на Равенсберг, от 1380 г. като Вилхелм I първият херцог на Берг. От 1386 г. владетелската двойка резидира в Дюселдорф, където построят замък на Рейн. Анна и нейният съпруг подаряват грамадния западен прозорец на катедралата Алтенберг, на който са изобразени.
Анна умира през 1415 г. и е погребана във фамилната гробница на манастирската църква „Св. Ламбертус“ в Дюселдорф.
- Анна фон Пфалц 
(ляво на колене)
- Анна фон Пфалц на колене пред Св. Елисавета
 (западен прозорец на катедралата Алтенберг)
- Целият западен прозорец на катедралата Алтенберг

## Деца
Анна фон Пфалц и Вилхелм II имат децата:
- Беатрикс (* 1360, † 16 май 1395), омъжва се 1385 г. за курфюрст Рупрехт I от Пфалц
- Маргарета (* 1364, † 18 юли 1442), омъжва се 1379 г. за Ото I, херцог на Брауншвайг-Гьотинген († 1394)
- Рупрехт (* 1365, † 29 юли 1394), княз-епископ на Пасау (1387/88 – 1393) и Падерборн (1390 – 1394
- Герхард († 22 октомври 1435), архедякон на Кьолн
- Адолф († 14 юли 1437), от 1408 херцог на Берг, от 1423 също херцог на Юлих, от 1395 до 1402 граф на Равенсберг, женен от 1401 за Йоланта от Бар († 1421), от 1430 за Елизабет Баварска (1406 – 1468), дъщеря на херцог Ернст от Бавария-Мюнхен
- Вилхелм (* 1382, † 22 ноември 1428), граф на Равенсберг, княз-епископ на Падерборн (1402 – 1414)